# Ростовцев Іван Прокопович
Іван Прокопович Ростовцев (3 листопада 1898, село Гладухіно Посадської волості Орловського повіту В'ятської губернії, тепер Кіровської області, Російська Федерація — ?) — радянський партійний і державний діяч, 1-й секретар Старобільського окружкому КП(б)У Донецької області. Депутат Верховної Ради СРСР 1-го скликання (1937—1938).

## Біографія
Народився в селянській родині. Закінчив Орловське реальне училище В'ятської губернії.
У 1918 році служив у Червоній армії.
У 1918—1920 роках — вчитель сільської школи Орловського повіту В'ятської губернії.
Член РКП(б) з листопада 1919 року.
У 1920 році — голова Орловського повітового комітету комсомолу В'ятської губернії; завідувач політпросвіти В'ятського повітового комітету комсомолу.
У 1921 році — інструктор Орловського повітового комітету комсомолу; заступник завідувача Орловського повітового відділу народної освіти; заступник завідувача Орловського повітового земельного управління В'ятської губернії.
У 1921—1923 роках — завідувач організаційного відділу, завідувач агітаційно-пропагандистського відділу Орловського повітового комітету РКП(б) В'ятської губернії.
У 1924—1925 роках — голова Орловського повітового бюро профспілок В'ятської губернії.
У січні 1925 — листопаді 1926 року — відповідальний секретар Халтурінського повітового комітету ВКП(б) В'ятської губернії.
У грудні 1926 — травні 1929 року — відповідальний секретар Нолінського повітового комітету ВКП(б) В'ятської губернії.
У 1929—1930 роках — завідувач селянського відділу Арзамаського окружного комітету ВКП(б) Нижньогородського краю.
У червні — серпні 1930 року — голова виконавчого комітету Арзамаської окружної Ради Нижньогородського краю.
У 1930—1933 роках — голова Нижньогородської крайової спілки тваринництва; завідувач сектору рільництва і тваринництва організаційного відділу Нижньогородського (Горьковського) крайового комітету ВКП(б).
У 1933—1935 роках — заступник завідувача Горьковського крайового земельного управління — начальник управління тваринництва. У 1935—1937 роках — 1-й секретар Теплостанського районного комітету ВКП(б) Горьковської області.
У 1937 — квітні 1938 року — 1-й секретар Старобільського окружного комітету КП(б)У Донецької області.
8 квітня 1938 року заарештований органами НКВС СРСР. 22 березня 1941 року засуджений на вісім років виправно-трудових таборів.
Подальша доля невідома. Посмертно реабілітований.